# 白水智
白水 智（しろうず さとし、1960年 - ）は、日本史学者、中央学院大学教授。神奈川大学日本常民文化研究所客員研究員。

## 略歴
神奈川県生まれ。1983年上智大学文学部史学科卒、1992年中央大学大学院文学研究科日本史学単位取得満期退学。1997年中央学院大学法学部専任講師となり、2004年助教授、2007年准教授を経て、2014年教授となる。山村史が専門。

## 著書
- 『知られざる日本 山村の語る歴史世界』NHKブックス 日本放送出版協会 2005
- 『古文書はいかに歴史を描くのか フィールドワークがつなぐ過去と未来』NHKブックス NHK出版 2015
- 『中近世山村の生業と社会』吉川弘文館 2018

### 共編
- 『山と森の環境史』 (シリーズ日本列島の三万五千年-人と自然の環境史 第5巻) 湯本貴和編, 池谷和信共責任編集. 文一総合出版 2011
- 『新・秋山記行』編. 高志書院 2012